# Szyszak
Lo Szyszak (sisak in lingua ungherese, Zischägge in lingua tedesca) era un tipo di elmo in uso presso i regni cristiani dell'Europa Orientale derivato dal çiçak dei Turchi ottomani. Ben testimoniato fu il suo utilizzo da parte degli Ussari alati, la cavalleria pesante d'élite dell'esercito della Confederazione Polacco-Lituana.
L'elmo noto come "cappellina", diffuso tra le forze di cavalleria dell'Europa Occidentale (Regno d'Inghilterra, Regno di Francia, Sacro Romano Impero Germanico, ecc.) può essere considerato una variante occidentale dello szyszak.

## Galleria d'immagini

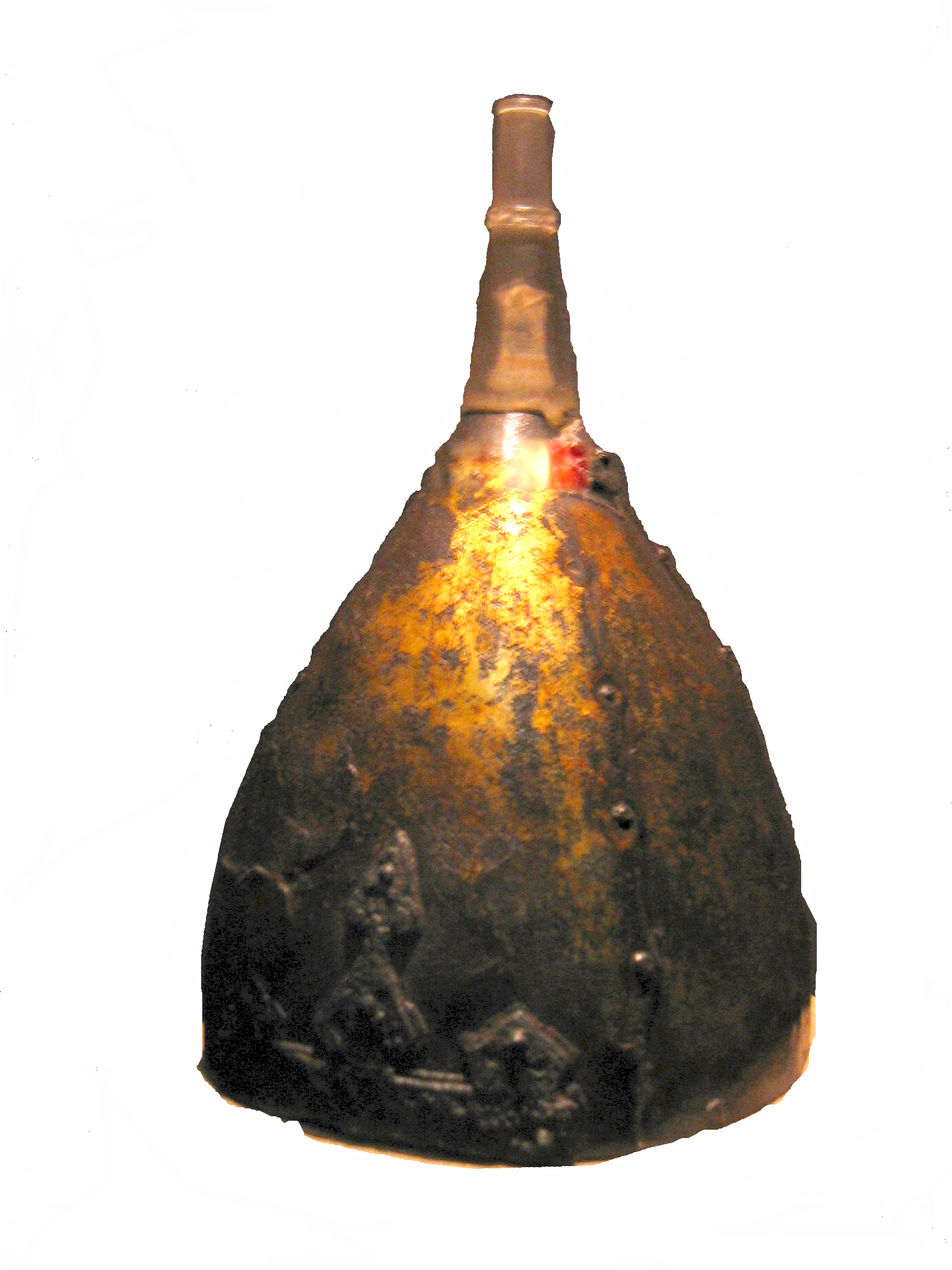
Szłom - X secolo.
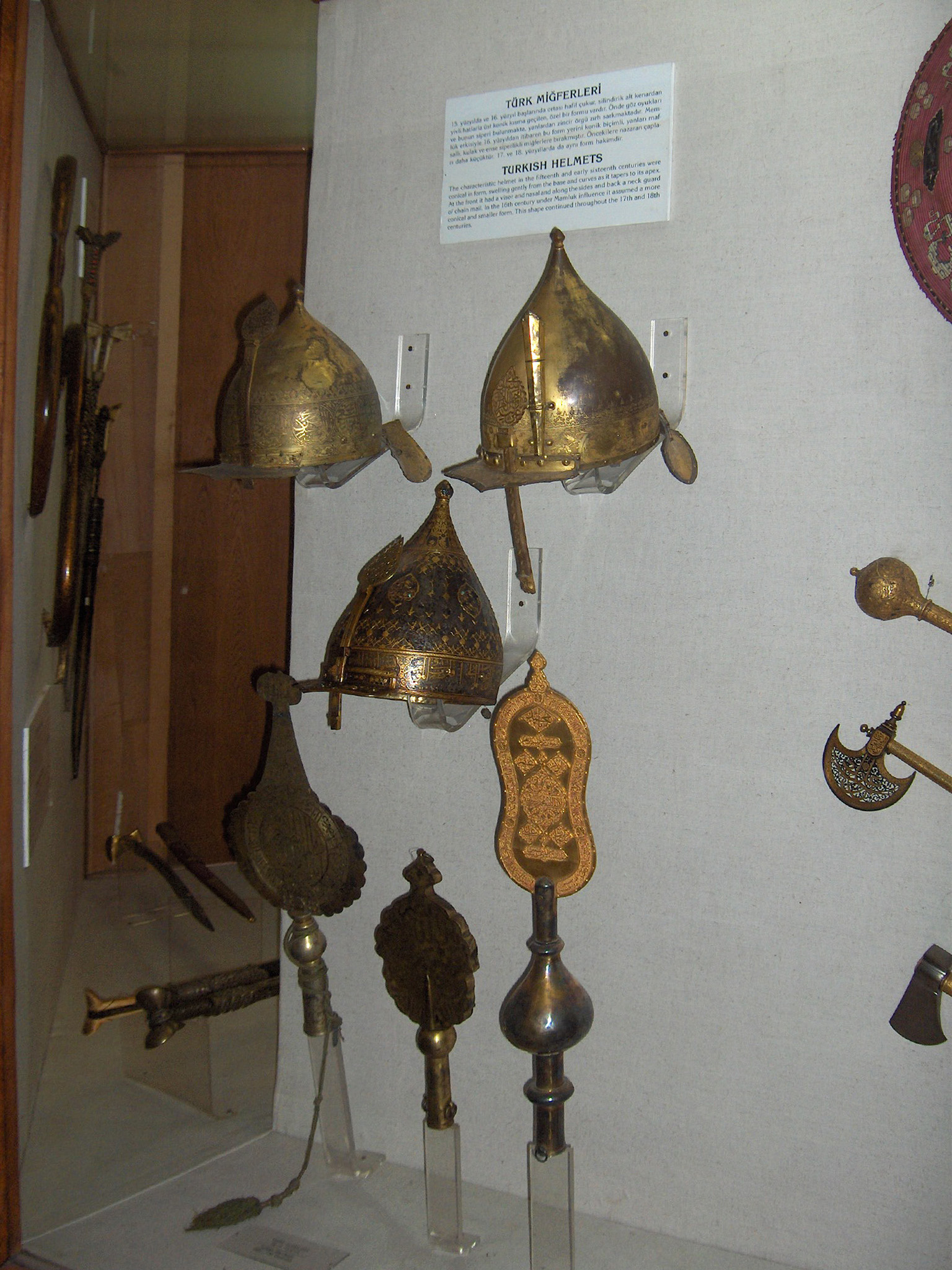
Elmetti chichak turchi del XVI secolo - Museo Topkapi (Istanbul)
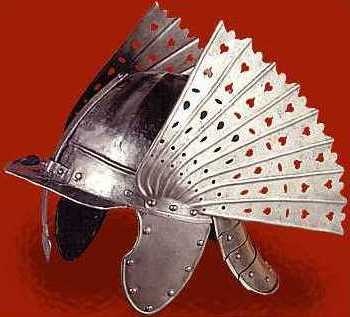
Szyszak skrzydlaty husarski - XVII secolo